# Semiothisa tenuiscripta
Semiothisa tenuiscripta là một loài bướm đêm trong họ Geometridae.